# Rockstars (canção de Malik Harris)
"Rockstars" (em português: Estrelas de rock) é a canção que representou a Alemanha no Festival Eurovisão da Canção 2022 que teve lugar em Turim. A canção foi selecionada através do Germany 12 Points, realizado no dia 4 de março de 2022. Terminou a competição em 25º e último lugar, recebendo apenas 6 pontos, oriundos do televoto.